# 戈利塔 (加利福尼亚州)
戈利塔（英語：Goleta），是美国加利福尼亚州圣巴巴拉县下属的一座城市。建市于2002年2月1日，面积大约为7.9平方英里（20.5平方公里）。根据2010年美国人口普查，该市有人口29,888人。